# جو كروغر
جو كروغر (بالإنجليزية: Joe Kruger)‏ هو لاعب كرة قدم أمريكية أمريكي، ولد في 4 يونيو 1992 في أوريم في الولايات المتحدة.

## وصلات خارجية
- جو كروغر على موقع مرجع كرة القدم المحترفة.كوم (الإنجليزية)
- جو كروغر على موقع كلية كرة القدم في سبورتس رفرنس.كوم (الإنجليزية)